# Sterling Price
Pour les articles homonymes, voir Price.
Sterling Price, né le 20 septembre 1809 dans le comté du Prince-Édouard et mort le 29 septembre 1867 à Saint-Louis, est un avocat, planteur et homme politique américain. Il est général de brigade de l'Armée des États-Unis pendant la guerre américano-mexicaine et major général dans l'Armée des États confédérés pendant la guerre de Sécession. Il est également gouverneur du Missouri de 1853 à 1857.
Price est surtout connu pour ses victoires au Nouveau-Mexique et dans le Chihuahua au cours du conflit mexicain et pour ses défaites lors des batailles de Pea Ridge et de Westport pendant la guerre de Sécession, cette dernière bataille marquant la fin malheureuse de l'expédition de Price au Missouri en 1864. Après la guerre, Price préfère emmener le reste de ses troupes au Mexique plutôt que de se rendre, cherchant en vain les services de l'empereur Maximilien sur place.

## Biographie

### Jeunesse
Sterling "Old Pap" Price est né près de Farmville, dans le comté de Prince-Édouard en Virginie, dans une famille d'origine galloise. Sa mère, Elizabeth Williamson, et son père, Pugh Price, dont l'ancêtre John Price était né en 1584 à Brecknock au Pays de Galles, s'étaient installés dans la colonie de Virginie. Price fut élève au Hampden-Sydney College (en) en 1826 et 1827 où il étudia le droit et il travailla au palais de justice situé près de son domicile. Il fut admis au barreau (en) de Virginie et créa un cabinet d'avocats.
À l'automne 1831, Price et sa famille déménagèrent à Fayette, Missouri. Un an plus tard, il s'installa à Keytesville, Missouri, où il dirigea un hôtel et fit du commerce. Le 14 mai 1833, Price épousa Martha Head, originaire du comté de Randolph, Missouri.
Ils eurent sept enfants, cinq d'entre eux atteignirent l'âge adulte : Edwin Williamson, Herber, Celsus, Martha Sterling et Quintus.

### Début de carrière
Pendant la guerre des mormons de 1838, Price servit en tant que membre d'une délégation envoyée par le comté de Chariton, Missouri, pour enquêter sur les troubles signalés entre les mouvements issus du mormonisme et les bandes anti-mormons opérant dans la partie ouest de l'état. Son rapport fut favorable aux mormons, déclarant qu'ils n'étaient pas coupables, à son avis, des accusations portées contre eux par leurs ennemis. À la suite de la capitulation des mormons en novembre 1838, Price reçut l'ordre du gouverneur du Missouri, Lilburn Boggs (en), de se rendre dans le comté de Caldwell, accompagné d'un groupe d'hommes, afin de protéger les mouvements issus du mormonisme de nouvelles déprédations après leur reddition. Il fut élu à Chambre des représentants de l'État du Missouri (en) de 1836 à 1838, et de nouveau de 1840 à 1844, et fut choisi comme porte-parole. Il fut ensuite élu en tant que démocrate au 29e Congrès des États-Unis (en), servant du 4 mars 1845 au 12 août 1846, date à laquelle il démissionna de la Chambre pour participer à la guerre américano-mexicaine.

### Guerre américano-mexicaine
Price développa le Second régiment de la Missouri Mounted Volunteer Cavalry et fut nommé colonel de ce régiment le 12 août 1846. Il fit marcher son régiment, accompagné de celui d'Alexander William Doniphan, jusqu'à Santa Fe, où il assuma le commandement du Territoire du Nouveau-Mexique, succédant à son supérieur, le général Stephen W. Kearny, parti pour la Californie. Price servit comme gouverneur militaire du Nouveau-Mexique, où il éteignit la révolte de Taos (en), une insurrection des amérindiens et des mexicains qui eut lieu en janvier 1847.
Le président James K. Polk promut Price au grade de brigadier général des volontaires le 20 juillet 1847. Price fut nommé gouverneur militaire du Chihuahua ce même mois et dirigea 300 hommes issus de son armée, l'Army of the West (en), lors de la bataille de Santa Cruz de Rosales (en) le 16 mars 1848 où il vainquit une force mexicaine trois fois plus importante que la sienne. Cette bataille fut la dernière bataille de la guerre, elle se déroula quelques jours après la ratification du traité de Guadalupe Hidalgo par le Congrès des États-Unis le 10 mars. Bien que réprimandé pour son action par le secrétaire à la guerre William L. Marcy, et ayant également reçu l'ordre de retourner avec son armée au Nouveau-Mexique, Price n'alla jamais devant le conseil de guerre et ne fut aucunement puni, il fut honorablement libéré le 25 novembre 1848 et rentra chez lui dans le Missouri en héros.

### Gouverneur du Missouri
De retour dans son état d'origine, Price devint propriétaire d'esclaves et cultiva le tabac dans la prairie de Bowling Green. Populaire grâce à ses services de guerre, il fut facilement élu gouverneur du Missouri en 1852 (en) et servit de 1853 à 1857. Durant son mandat, l'Université Washington de Saint-Louis fut créée, le système d'école publique de l'état fut restructuré, l'association des enseignants de l'état du Missouri (Missouri State Teachers Association) vit le jour, le réseau de chemin de fer fut élargi, et une étude géologique (en) de l'état fut créée. Bien que, durant son mandat, l'assemblée législative adoptât une loi visant à augmenter le salaire du gouverneur, il refusa d'accepter une rémunération supérieure à celle qu'il avait avant l'adoption de la loi. Lorsqu'il arriva au terme de son mandat, Price devint commissaire de la Banque de l'état de 1857 à 1861. Il assura également la construction d'un chemin de fer dans son comté natal, qui fait maintenant partie du Norfolk and Western Railway.

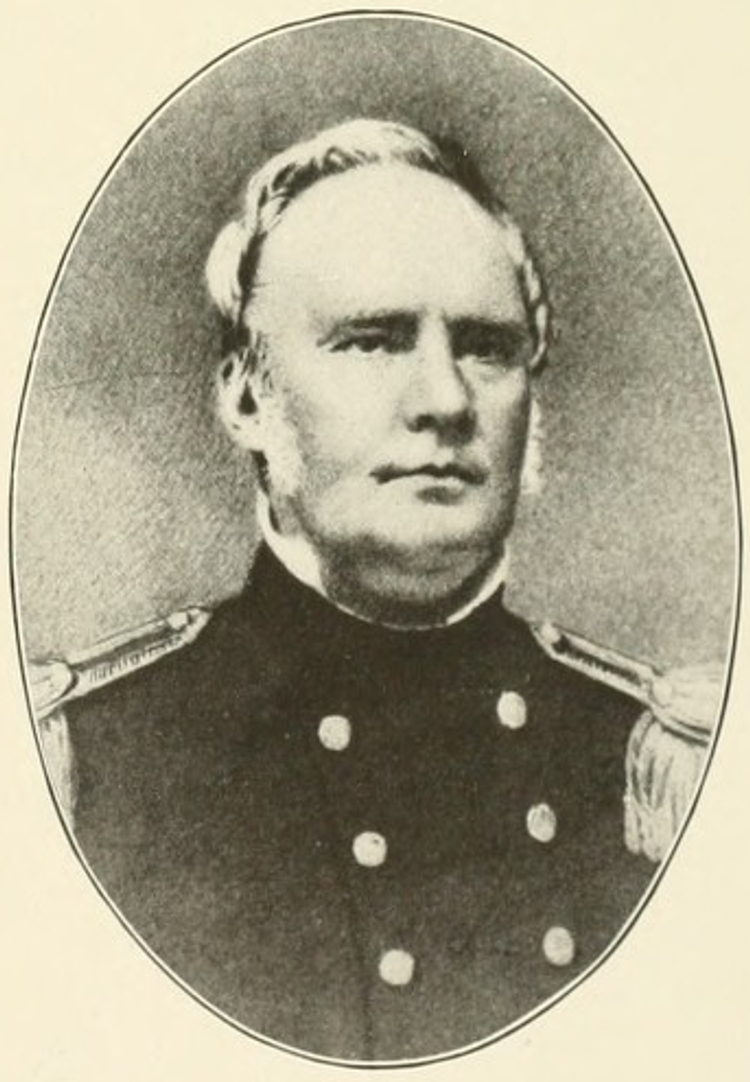
Le général Sterling Price vétu de son uniforme de l'armée américaine avant la guerre de Sécession

### Pendant la guerre de Sécession

#### Premiers mois
Au début de la guerre de Sécession, Price était personnellement opposé à la sécession. Il fut élu président de séance de la Convention de l'État du Missouri (Missouri State Convention) le 28 février 1861 qui vota pour le maintien de l'état dans l'Union. Les choses changèrent cependant radicalement lorsque Francis Preston Blair, Jr. et le brigadier-général Nathaniel Lyon capturèrent une force issue de la milice de l'état (en) en faveur de la sécession au camp Jackson, juste à l'extérieur de Saint-Louis. Indigné par cet acte, Price se lança aux côtés des Sudistes et reçut l'ordre du gouverneur pro-confédéré Claiborne Fox Jackson de commander la Garde de l'État du Missouri nouvellement réformée en mai 1861, menant ses jeunes recrues (qui le surnommait affectueusement "Old Pap" ) dans une campagne visant à gagner le Missouri dans la Confédération. La bataille la plus célèbre fut la bataille de Wilson's Creek qui eut lieu le 10 août, lorsqu'une force de la Garde de l'État du Missouri, alliée aux troupes confédérées sous le commandement du brigadier-général Benjamin McCulloch, vainquit les troupes de l'Union de l'Armée de l'Ouest (Army of the West) sous le commandement du général Lyon qui fut tué. Après cette victoire, les troupes de Price lancèrent une offensive dans le nord du Missouri où ils vainquirent les forces fédérales obéissant aux ordres du colonel James A. Mulligan (en) lors de la première bataille de Lexington. Cependant, des troupes américaines supplémentaires forcèrent Price et les hommes de Jackson à se retirer, laissant la plus grande partie de l'état à l'Union.

#### Pea Ridge, Iuka, et Corinth
Exerçant toujours comme général de la milice du Missouri (plutôt que comme officier confédéré en service), Price ne parvint pas à se mettre d'accord avec son collègue de Wilson Creek, le brigadier général Benjamin McCulloch, sur la manière de procéder après la bataille, ce qui conduisit à la division de ce qui aurait pu autrement devenir une force confédérée considérable dans l'Ouest. Price et McCulloch devinrent rivaux, une rivalité qui se termina par la nomination du major général Earl Van Dorn qui devint commandant en chef du district Trans-Mississippi. Van Dorn réunit les formations de Price et de McCulloch en une seule qu'il appela l'Armée de l'Ouest et se mit en route pour engager les troupes unionistes dans le Missouri, sous le commandement du brigadier général Samuel Ryan Curtis. Alors sous le commandement de Van Dorn, Price fut promu major général dans l'Armée des États confédérés le 6 mars 1862.
Alors plus nombreuses que celles de Curtis, les forces de Van Dorn attaquèrent l'armée du Nord à Pea Ridge le 7-8 mars. Bien que blessé dans le combat, Price repoussa les forces de Curtis jusqu'à Elkhorn Tavern (en) le 7 mars, pour finalement voir la bataille perdue le jour suivant après une furieuse contre-attaque fédérale. Price traversa ensuite le fleuve Mississippi pour renforcer l'armée du général Pierre Gustave Toutant de Beauregard à Corinth, Mississippi. Price fut en mesure de saisir le dépôt d'approvisionnement de l'Union situé à proximité d'Iuka mais fut repoussé par le major général William Starke Rosecrans lors de la bataille d'Iuka le 19 septembre 1862. Quelques semaines plus tard, le 3-4 octobre, Price (une fois de plus sous le commandement de Van Dorn) et Van Dorn furent vaincus lors de la seconde bataille de Corinth.
Van Dorn fut remplacé par le major général John C. Pemberton, et Price, complètement dégoûté de Van Dorn et impatient de retourner dans le Missouri, obtint une permission pour visiter Richmond, la capitale des Confédérés. Là, il obtint une audience avec le président confédéré Jefferson Davis pour discuter de ses griefs, mais ce ne fut que pour trouver sa propre loyauté envers le sud sévèrement remise en question par le chef confédéré. Price réussit à peine à obtenir de Davis la permission de retourner dans le Missouri sans ses troupes. Peu impressionné par le Missourien, Davis parla de lui comme étant « l'homme le plus vain que j'ai jamais rencontré. »

#### Arkansas et Louisiane
Cependant, Price n'en avait pas terminé avec son rôle de commandant confédéré. Il contesta le contrôle de l'Union sur l'Arkansas l'été 1863, et bien que recevant des critiques sur certains de ses engagements, il ne fut pas en mesure de déloger de l'état les forces du nord. Au début de l'année 1864, le général confédéré Edmund Kirby-Smith, commandant de la campagne de la Louisiane de l'ouest, ordonna au général Price dans l'Arkansas d'envoyer l'ensemble de son infanterie à Shreveport. Les forces confédérées dans le Territoire indien devaient rejoindre Price dans cet effort. Le général John B. Magruder au Texas fut chargé d'envoyer l'infanterie en direction de Marshall, au Texas, à l'ouest de Shreveport. Le général St. John R. Liddell (en) reçut l'ordre de partir de la rivière Ouachita à l'ouest, en direction de Natchitoches. Avec une force de cinq mille hommes, Price atteignit Shreveport le 24 mars. Toutefois, Kirby-Smith arrêta cette division et la divisa en deux plus petites. Il hésita à envoyer des hommes dans le sud pour combattre le général de l'Union Nathaniel Prentice Banks qui, selon lui, dirigeait des forces supérieures en nombres à celles des Confédérés, une décision qui attira l'opposition du général Richard Taylor. Mais la campagne de l'ouest touchait à sa fin.

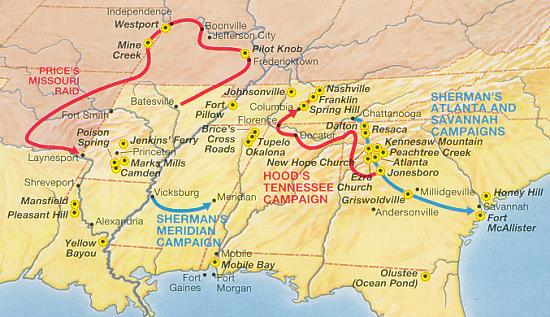
Raid de Price dans le théâtre du Trans-Mississippi, 1864 (en haut à gauche, en rouge).

#### Expédition de Price au Missouri
Malgré ses déboires dans l'Arkansas et en Louisiane, Price réussit à convaincre ses supérieurs de lui permettre d'envahir le Missouri à l'automne 1864, dans l'espoir de gagner cet état pour la Confédération ou tout au moins mettre en péril les chances de réélection d'Abraham Lincoln cette année-là. Le général confédéré Edmund Kirby Smith accepta, mais il fut forcé de détacher les brigades d'infanterie, qui à l'origine étaient attribuées à Price, et de les envoyer ailleurs, changeant ainsi la campagne que Price avait proposée et, d'une invasion prévue à grande échelle du Missouri, elle passa à un grand raid de cavalerie. Price réunit 12 000 cavaliers pour son armée et quatorze pièces d'artillerie.
Le premier engagement majeur dans le raid de Price se produisit à Pilot Knob, où il réussit à capturer Fort Davidson, une fortification détenue par l'Union, mais beaucoup de ses hommes furent massacrés inutilement au cours de cette étape, pour un gain qui s'avéra être sans valeur réelle. De Pilot Knob, il vira en direction de l'ouest, de Saint-Louis (son objectif premier) vers Kansas City, Missouri, pour arriver à proximité de Fort Leavenworth, Kansas. Contraint de contourner sa cible secondaire dans la ville lourdement fortifiée de Jefferson City, Price causa d'importants dégâts dans son état natal, alors même que son armée diminuait régulièrement en raison des pertes subies sur le champ de bataille, des maladies, et des désertions. Bien que l'emportant sur les forces fédérales inférieures lors des batailles de Glasgow, Lexington, Little Blue River et d'Indépendance, Price fut finalement acculé par deux armées du Nord à Westport, aujourd'hui devenu Kansas City, et fut forcé de combattre contre toute attente. Ce combat inégal, connu par la suite comme « Le Gettysburg de l'ouest », s'arrêta, et il fut forcé de se retirer dans le Kansas hostile. Une nouvelle série de défaites suivit, l'armée de Price, battue et brisée, fut progressivement poussée vers le sud en direction de l'Arkansas, pour finalement rejoindre le Texas, où Price resta jusqu'à la fin de la guerre.
Le raid de Price se révélera être sa dernière opération militaire importante et la dernière campagne confédérée significative à l'ouest du Mississippi.

#### Batailles notables
Certaines batailles notables auxquelles Price a pris part au cours de la guerre civile sont énumérées ici dans l'ordre chronologique, indiquant s'il en assurait le commandement et le lieu où la bataille a été gagnée ou perdue :
| Bataille                                  | Commandement                                                              | Résultat                                                             |
| ----------------------------------------- | ------------------------------------------------------------------------- | -------------------------------------------------------------------- |
| Bataille de Carthage, Missouri            | Aucun commandement                                                        | Gagnée                                                               |
| Bataille de Wilson's Creek, Missouri      | Commandement                                                              | Gagnée                                                               |
| Première bataille de Lexington, Missouri  | Commandement                                                              | Gagnée                                                               |
| Bataille de Pea Ridge, Arkansas           | Aucun commandement                                                        | Perdue                                                               |
| Bataille d'Iuka, Mississippi              | Commandement                                                              | Perdue                                                               |
| Seconde bataille de Corinth, Mississippi  | Aucun commandement                                                        | Perdue                                                               |
| Bataille d'Helena, Arkansas               | Aucun commandement                                                        | Perdue                                                               |
| Bataille de Little Rock (en), Arkansas    | Commandement                                                              | Perdue                                                               |
| Bataille de Prairie d'Ane, Arkansas       | Commandement                                                              | Perdue                                                               |
| Bataille de Pilot Knob, Missouri          | Commandement                                                              | Perdue: Price prit le fort, mais les forces de l'Union s'échappèrent |
| Bataille de Glasgow, Missouri             | Commandement général, bien que ne commandant pas sur le champ de bataille | Gagnée                                                               |
| Bataille de Little Blue River, Missouri   | Commandement                                                              | Gagnée                                                               |
| Seconde bataille d'Independence, Missouri | Commandement                                                              | Gagnée                                                               |
| Bataille de Westport, Missouri            | Commandement                                                              | Perdue                                                               |
| Seconde bataille d'Independence, Missouri | Commandement                                                              | Gagnée                                                               |
| Bataille de Westport, Missouri            | Commandement                                                              | Perdue                                                               |
| Bataille de Mine Creek, Kansas            | Commandement                                                              | Perdue                                                               |

### Activités d'après-guerre et mort
Plutôt que de se rendre à la fin de la guerre, Price entraîna le reste de son armée jusqu'au Mexique, où il chercha en vain d'obtenir les services de l'empereur Maximilien. Cet épisode de la vie de Price devint plus tard une source d'inspiration pour le film de John Wayne et Rock Hudson, Les Géants de l'Ouest. Price devint le leader d'une colonie de Confédérés en exil située à Carlota, Veracruz, mais lorsque la colonie s'avéra être un échec, il retourna dans le Missouri.
Au Mexique, Price se mit à avoir de graves problèmes intestinaux, qui s'aggravèrent en août 1866, date à laquelle il contracta la fièvre typhoïde. Alors appauvri et en mauvaise santé, Price mourut du choléra (ou de « symptômes semblables à ceux du choléra ») à St. Louis, Missouri. Sur son certificat de décès, la cause de sa mort apparaissait sous le terme de « diarrhée chronique ».
L'inhumation de Price eut lieu le 3 octobre 1867 à Saint-Louis, dans la première église épiscopale méthodiste (First Methodist Episcopal Church), et le corps, dans le cortège funèbre, était placé dans un corbillard noir tiré par six chevaux noirs assortis. Il s'agissait jusqu'alors du cortège funèbre le plus important de Saint-Louis. Il fut enterré dans le cimetière Bellefontaine.

## Évaluation moderne de la campagne de Price dans le Missouri
Dans une thèse intitulée « Assessing Compound Warfare During Price's Raid » (thèse sur l'évaluation de la guerre durant le raid de Price), écrite pour le Command and General Staff College, le major Dale E. Davis postule que l'expédition de Price au Missouri a échoué, principalement en raison de son incapacité à employer correctement les principes de « guerre compound », qui demandent à une puissance inférieure d'utiliser efficacement les forces régulières et irrégulières en concertation (comme cela avait été fait par les vietnamiens du nord et par le Viet Cong contre les français et les américains pendant la guerre du Vietnam) pour vaincre une armée supérieure. Il blâme également la lenteur de mouvement de Price lors de sa campagne, et la proximité entre les forces confédérées irrégulières et régulières, pour ce résultat.
Davis observe que, en perdant un temps précieux, des munitions et des hommes lors de ses assauts relativement insignifiants à Fort Davidson, Glasgow, Sedalia et Boonville, Price offrit au général de l'Union Rosecrans du temps qu'il n'aurait sinon pas eu pour organiser une riposte efficace. En outre, dit-il, l'insistance de Price pour garder un convoi de chariots (en) en constante expansion, avec à l'intérieur du matériel militaire pillé et d'autres objets, devint finalement « un albatros à [son] retrait ». Price, déclare Davis, aurait dû utiliser des bushwhackers confédérés pour harceler les formations fédérales et ainsi forcer les unionistes à disperser un nombre important de troupes pour les poursuivre sur de larges portions de territoire, ce qui, en retour, aurait réduit le nombre des effectifs disponibles pour lutter contre la force principale de Price. Au lieu de cela, Price conserva de nombreux guérilleros proches de son armée, incorporant même certains d'entre eux dans ses rangs, niant largement la valeur représentée par leur mobilité et leurs petites formations indépendantes. En retour, cela permit aux généraux de l'Union de finalement concentrer une force suffisamment grande pour piéger et vaincre Price à Westport, mettant ainsi fin à sa campagne.
Bien que la recherche de Davis se limite nécessairement à l'expédition de Price dans le Missouri, elle fournit un aperçu général de son état d'esprit tactique et stratégique, ainsi qu'une idée de certaines de ses forces et faiblesses en tant que général. Bien que dévoué à la cause du Sud, Price considérait généralement les opérations militaires confédérées uniquement en termes de libération du Missouri, son état d'origine. Même s'il obtint des victoires durant toutes les phases de la guerre, ses batailles les plus importantes d'un point de vue stratégique (autres que celle de Wilson's Creek) finirent toutes par une défaite.

## Le CSS/USS General Sterling Price

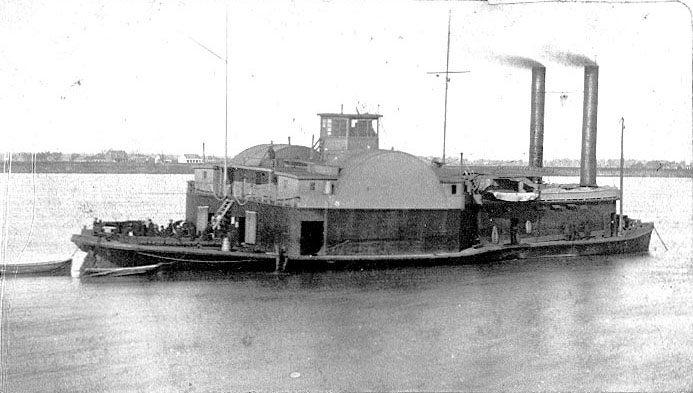
Le USS General Price, 1er janvier 1864

Pendant la guerre civile, un bateau à vapeur en bois, construit en 1856 à Cincinnati, Ohio, et connu sous le nom du Laurent Millaudon (en), rejoignit la Confederate States Navy, puis fut rebaptisé le CSS General Sterling Price (en). Participant à des actions le 10 mai 1862 près de Fort Pillow, Tennessee, il endommagea deux canonnières fédérales avant d'être mis temporairement hors d'usage. Le General Price fut coulé pendant la première bataille de Memphis, puis relevé, réparé, pour finalement être utilisé par l'Union Navy sous le nom de USS General Price (en) bien que toujours mentionné comme le « General Sterling Price » dans les dépêches fédérales. En tant que navire de l'Union, il servit dans les campagnes de Vicksburg et de la Red River. Le Price fut vendu pour un usage civil après la guerre.

## En mémoire
Le Sterling Price Camp #145, Sons of Confederate Veterans (en) (SCV), situé à Saint-Louis, a été nommé en l'honneur de Price.
Le Sterling Price Camp #676, Sons of Confederate Veterans (en) (SCV), situé à Denver, Colorado, a été nommé en l'honneur de Price.
ll y a une statue de Price à Keytesville, Missouri, ainsi qu'un musée, le Sterling Price Museum. Le très petit parc de la ville dans lequel il se trouve porte son nom, et la section du SCV Post #1743 de la ville accueille chaque année les Sterling Price Days, journées durant lesquelles se déroulent un festival et une parade.
Un autre monument dédié à Price se trouve dans le cimetière national de Springfield (Springfield, Missouri). Consacré le 10 août 1901, le personnage en bronze honore tous les soldats du Missouri et le général Price. Il a été commandé par l'association des United Confederate Veterans (en) du Missouri.
Les United Daughters of the Confederacy chargèrent Jorgen Dreyer (en) en 1939 de créer un buste de Price. Il est dans le centre d'accueil du site historique de la bataille de Lexington Missouri.

## Dans les médias populaires
L'exode de Price au Mexique ainsi que celui de son subordonné, le général Jo Shelby, furent une source d'inspiration pour l'intrigue du western Les Géants de l'Ouest, avec John Wayne et Rock Hudson.
Dans le roman True Grit de Charles Portis, dans le long métrage de 1969 tiré du roman, ainsi que sa suite en 1975 intitulée Une bible et un fusil, l'un des personnages est un chat roux appelé « Général Sterling Price ».
Dans « Old Pap », un épisode de The Pinkertons (en), Price est décrit comme un méchant qui envisage de créer une nouvelle confédération en déstabilisant l'économie du Missouri, avec de la fausse monnaie.